# Franciszek Longchamps de Bérier (1710–1784)
Franciszek Longchamps de Bérier (ur. 1710, zm. 1784) – polski urzędnik, prezydent Lwowa.
Pierwszy polski przedstawiciel francuskiego rodu Longchamps de Bérier. Służył w gwardii królewskiej króla Polski Augusta III Sasa. Około 1745 osiadł na stałe we Lwowie, z którym związał dalsze życie. Poślubił tutaj Genowefę de Marcenier, córkę innego lwowskiego mieszczanina o francuskich korzeniach. Szybko awansował społecznie, pełnił wiele funkcji w radzie miejskiej miasta Lwowa, m.in. przez kilka lat sprawował urząd prezydenta tego miasta (np. w roku 1777).
Posiadał posiadłość pod Lwowem zwaną od nazwiska "Lonszanówką", w której gościł cesarza Józefa II. Od tego czasu na cześć cesarza obszar ten zaczęto nazywać "Kajzerwaldem". Kajzerwald stanowił dzielnicę Lwowa do końca II wojny światowej, choć wschodnią jego część nadal nazywano Lonszanówką. Franciszek posiadał także na lwowskim rynku kamienicę pod numerem 14 nazywaną "Wenecką".
Jedna z hipotez mówi, że Franciszek Longchamps de Bérier przybył do Polski szerzyć wolnomularstwo. Pewne jest, że stanął na czele powołanej w Warszawie przez Andrzeja Mokronowskiego i Stanisława Lubomirskiego loży Aux Trois Freres (Trzech Braci). W 1747 był współtwórcą lwowskiej loży Des Trois Deesses (Trzech Bogiń, Świątyni trzech bogiń), która za sprawą duchowieństwa szybko przestała funkcjonować.
Z małżeństwa z Genowefą de Marcenier, które zostało zawarte w późnym wieku, na świat przyszło dziewięcioro dzieci, w tym pięć córek: Genowefa, Anna, Pelagia, Katarzyna i Eleonora (matka Wincentego Pola), oraz czterech synów: Józef, Antoni, Jan i Aleksander (ojciec Bogusława i Wincentego).